# Municipio de Ligonier
El municipio de Ligonier (en inglés: Ligonier Township) es un municipio ubicado en el condado de Westmoreland en el estado estadounidense de Pensilvania. En el año 2000 tenía una población de 6,973 habitantes y una densidad poblacional de 29 personas por km².

## Geografía
El municipio de Ligonier se encuentra ubicado en las coordenadas 40°14′40″N 79°14′13″O / 40.24444, -79.23694.

## Demografía
Según la Oficina del Censo en 2000 los ingresos medios por hogar en la localidad eran de $36,817 y los ingresos medios por familia eran $46,715. Los hombres tenían unos ingresos medios de $35,969 frente a los $23,975 para las mujeres. La renta per cápita para la localidad era de $25,049. Alrededor del 8,2% de la población estaban por debajo del umbral de pobreza.